# Damesellidae
Damesellidae (лат.) — семейство трилобитов из отряда Lichida. Одна из древнейших палеозойских групп: найдены только в кембрийском периоде (около 500 млн лет).

## Описание
Среднего и мелкого размера трилобиты. Торакс (туловищный отдел) включал до 13 сегментов. Экзоскелет обычно плотно гранулированный. Выпуклая часть головного щита, или глабелла узкая или широкая в основании, но суживающаяся по направлению вперёд. Хвостовой щит обычно длинный с 1—7 парами шиповидных отростков.

## Систематика
Около 30 родов. Семейство включают в состав надсемейства Dameselloidea и иногда вместе с Odontopleuroidea некоторые авторы выделяют в отдельный отряд Odontopleurida Whittington, 1959.
- Роды: ?Adelogonus, Ariaspis, Bergeronites (=Spinopanura), Blackwelderia (=Parablackwelderia), Blackwelderioides, Chiawangella, Cyrtoprora, Damesella (=Hybowania; =Eodamesella), Damesops (=Meringaspis; =Paradamesops), Dipentaspis, Dipyrgotes, Drepanura, Duamsannella, Fengduia, Guancenshania, ?Hercantyx, Histiomona, Jiawangaspis, Liuheaspis, Metashantungia, Neodamesella, Palaeodotes, (=Pseudobergeronites), Paradamesella (=Falkopingia), Parashantungia, Pingquania (=Oxygonaspis), Pionaspis, Protaitzehoia, Pseudoblackwelderia, Shantungia, Stephanocare, Taihangshania, Taitzehoia, Teinistion (=Dorypygella), Xintaia, Yanshanopyge

## Геохронология
Наиболее рано вымершее семейство из отряда Lichoidea: впервые появившееся в середине кембрийского периода оно уже вымерло к концу кембрия. Остальные надсемейства просуществовали дольше и вымерли лишь в силурийском периоде или в конце девонского периода.
| Докембрий | Фанерозой | Фанерозой | Фанерозой | Фанерозой | Фанерозой | Фанерозой | Фанерозой | Фанерозой | Фанерозой | Фанерозой | Фанерозой | Фанерозой | Эон       |
| Докембрий | Палеозой  | Палеозой  | Палеозой  | Палеозой  | Палеозой  | Палеозой  | Мезозой   | Мезозой   | Мезозой   | Кайнозой  | Кайнозой  | Кайнозой  | Эра       |
| --------- | --------- | --------- | --------- | --------- | --------- | --------- | --------- | --------- | --------- | --------- | --------- | --------- | --------- |
| Докембрий | Кембрий   | Ордо вик  | Сил ур    | Девон     | Карбон    | Пермь     | Триас     | Юра       | Мел       | Палео ген | Нео ген   |           | П-д       |
| 4567      | 538,8     | 486,85    | 443,1     | 419,62    | 358,86    | 298,9     | 251,902   | 201,4     | 143,1     | 66,0      | 23,04     |           | млн лет ← |
| 4567      | 538,8     | 486,85    | 443,1     | 419,62    | 358,86    | 298,9     | 251,902   | 201,4     | 143,1     | 66,0      | 23,04     | 2,58      |           |